# Schronisko Czorsztyńskie
Schronisko Czorsztyńskie – jaskinia w polskich Pieninach, w ich części zwanej Pieninami Czorsztyńskimi. Znajduje się w miejscowości Czorsztyn, w województwie małopolskim, w powiecie nowotarskim, w gminie Czorsztyn, w Pienińskim Parku Narodowym.

## Opis jaskini
Jest to jaskinia typu schronisko. Znajduje się w skale Sobótka nad Jeziorem Czorsztyńskim. Skała ta jest najbardziej wysuniętą na zachód częścią Zamkowej Góry w Czorsztynie. Zbudowana jest z białych wapieni krynoidowych jednostki czorsztyńskiej. Schronisko powstało w wyniku erozyjnego działania wód Dunajca. Jest obszerne i było widne, obecnie jednak znajduje się pod powierzchnią wody Jeziora Czorsztyńskiego.